# 笠原幸雄 (実業家)
笠原 幸雄（かさはら ゆきお、1925年1月27日 - 2011年6月20日）は、日本の経営者。日本鉱業社長を務めた。

## 来歴・人物
東京都出身。1949年に東京大学第一工学部を卒業し、同年に日本鉱業に入社。1974年5月に取締役に就任し、1976年6月に常務、1979年6月に専務、1981年6月に副社長を経て、1983年6月には社長に昇格。1989年6月に会長に就任し、1996年6月には相談役に就任。
1988年4月に藍綬褒章を受章し、1996年11月に勲一等瑞宝章を受章。
2011年6月20日に呼吸不全のために死去。86歳没。